# Право на наследие
«Право на наследие» (англ. Freeheld) — американский документальный фильм 2007 года режиссёра Синтии Вейд. В 2008 году получил «Оскар» за лучший короткометражный фильм.

## Сюжет
Лейтенант полиции из штата Нью-Джерси Лорел Хестер смертельно больна раком лёгких, жить ей осталось не больше года. Все, чего она хочет, это передать свои пенсионные накопления спутнице жизни Стейси, чтобы та могла продолжить жить в их общем доме. И хотя законы в принципе разрешают это, но последнее слово отдаётся местным властям, которые выступают категорически против, мотивируя это тем что формально женщины не состоят в «браке».
Всю свою жизнь Хестер боролась за жизнь и свободу других людей. В стремительно уходящих днях своей жизни она вступает в последний бой — за будущее единственного близкого ей человека…

## Награды
- 2009 Международный ЛГБТ-кинофестиваль «Бок о Бок»: Лучший социальный фильм
- 2008 Американская академия киноискусства: «Оскар» за лучший короткометражный фильм
- 2007 Бостонский Независимый Кинофестиваль: Приз зрительских симпатий
- 2007 Кинофестиваль «Outfest»: Приз зрительских симпатий
- 2007 Нью-Йоркский ЛГБТ-Кинофестиваль: Лучший документальный короткометражный фильм
- 2007 Палм-Спрингс международный фестиваль короткометражного кино: Приз зрительских симпатий, Приз жюри
- 2007 Сиэтлский Международный Кинофестиваль: Специальный приз жюри — лучший короткометражный фильм
- 2007 Кинофестиваль Сандэнс: Специальный приз жюри — лучший короткометражный фильм